# Scaloppine

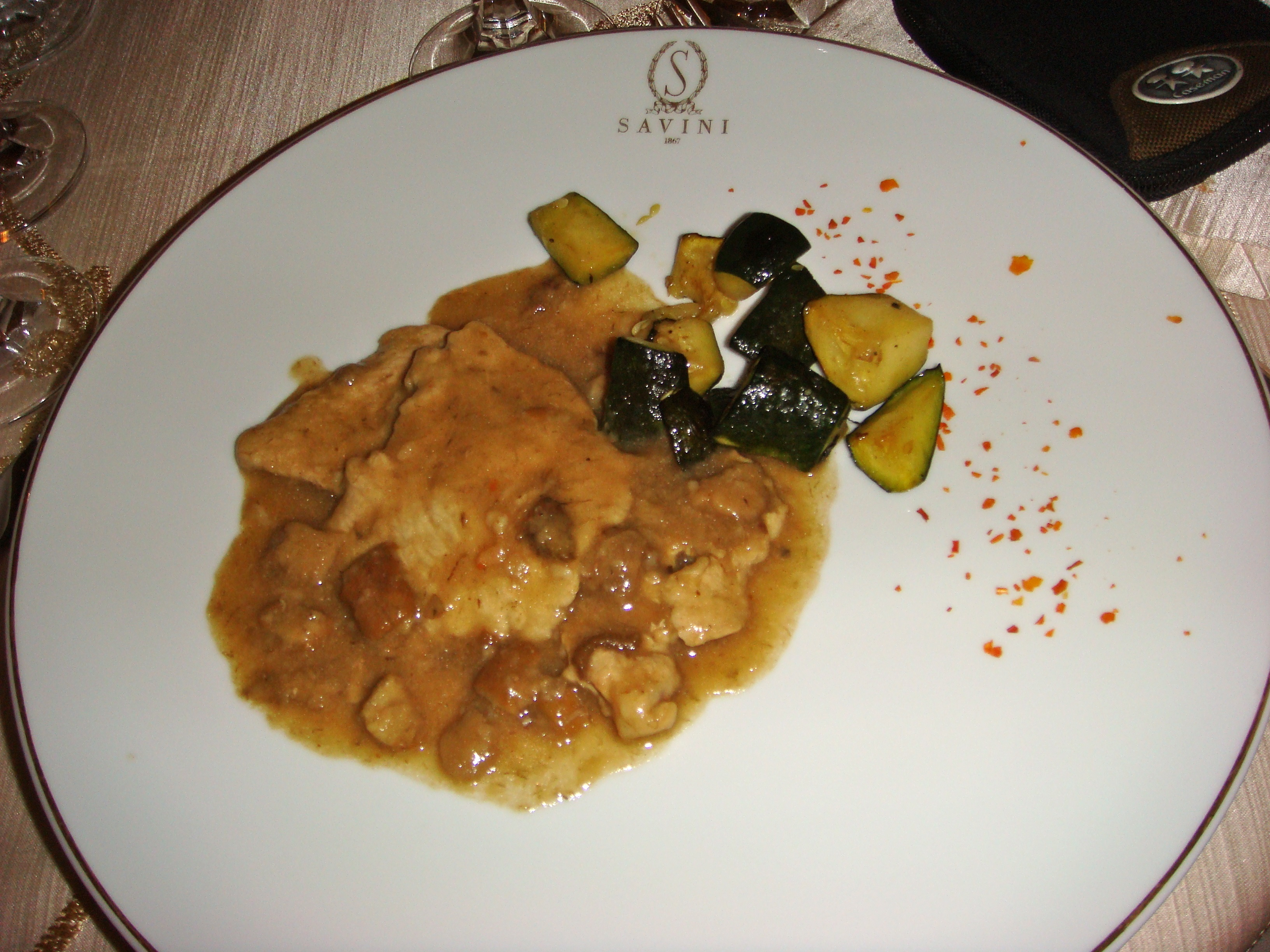
Scaloppine de vedella amb funghi porcini i zucchini.

Els  scaloppine  (plural i diminutiu de  scaloppa , 'escalopa', és a dir, filet fi) són un plat italià consistent en filets fins, habitualment de vedella (tot i que també poden ser de pollastre), enfarinats, saltats i després escalfats i servits amb una salsa de tomàquet o vi, o bé en  piccata , amb una salsa de tàperes i llimona. Es prepara també en la italo-americana.